# Liste deutscher Braunkohletagebaue
Die Liste deutscher Braunkohletagebaue enthält größere Braunkohle-Tagebaue in Deutschland. Gelistet werden Betriebsdauer, Betreiber, Land, Revier sowie – soweit bekannt und ermittelbar – Verbleib des (ehemaligen) Tagebaus, also ob er noch in Betrieb, verfüllt oder geflutet ist. Heutige Namen der Seen oder anderweitigen Bergbaufolgelandschaften sollten wenn möglich ergänzt werden. Die Gesamtgröße der hier gelisteten Flächen beläuft sich auf 1271 Quadratkilometer.  

## Lausitzer Braunkohlerevier
| Name (namensgebender Ort)                                        | Land                | Beginn    | Ende      | Größe (ha)                   | Status | Betreiber |
| ---------------------------------------------------------------- | ------------------- | --------- | --------- | ---------------------------- | --- | --------- |
| Bärwalde (Bärwalde)                                              | Sachsen             | 1973      | 1992      | 311                          | geflutet (Bärwalder See) | –         |
| Berzdorf (Berzdorf auf dem Eigen)                                | Sachsen             | 1919 1946 | 1927 1997 | 679                          | geflutet (Berzdorfer See) | –         |
| Bluno (Bluno)                                                    | Sachsen             | 1955      | 1975      | –                            | geflutet (Neuwieser See) | –         |
| Burghammer (Burghammer)                                          | Sachsen             | 1959      | 1973      | 904                          | geflutet (Speicher Burghammer)                                                                                                  | –         |
| Gräbendorf (Gräbendorf)                                          | Brandenburg         | 1981      | 1992      | 524                          | geflutet (Gräbendorfer See) | –         |
| Greifenhain (Greifenhain)                                        | Brandenburg         | 1936      | 1994      | 3142                         | geflutet (Altdöberner See) | –         |
| Cottbus-Nord (Cottbus)                                           | Brandenburg         | 1978      | 2015      | 1900                         | geflutet (Cottbuser Ostsee) | –         |
| Dreiweibern (Dreiweibern)                                        | Sachsen             | 1981      | 1989      | 300                          | geflutet (Dreiweiberner See) | –         |
| Jänschwalde (Jänschwalde)                                        | Brandenburg         | 1974      | 2023      | 3165 (bis 2041)              | stillgelegt | –         |
| Kleinleipisch/Koyne/Grünewalde (Kleinleipisch/Koyne/Grünewalde)  | Brandenburg         | 1912      | 1980      | 4182                         | geflutet (Grünewalder Lauch) | –         |
| Klettwitz (Klettwitz)                                            | Brandenburg         | 1951      | 1992      | 5174                         | geflutet (Drochower See) | –         |
| Klettwitz-Nord (Klettwitz)                                       | Brandenburg         | 1988      | 1992      | 521                          | geflutet (Bergheider See) | –         |
| Koschen (Groß-/Kleinkoschen)                                     | Brandenburg Sachsen | 1953      | 1972      | 905                          | geflutet (Geierswalder See) | –         |
| Erika/Laubusch (Laubusch)                                        | Brandenburg Sachsen | 1916      | 1962      | 2316                         | geflutet (Erikasee) | –         |
| Lohsa (Lohsa)                                                    | Sachsen             | 1950      | 1984      | 3644                         | geflutet (Speicherbecken Lohsa II)                                                                                              | –         |
| Meuro (Meuro)                                                    | Brandenburg         | 1960      | 1999      | 3796                         | geflutet (Großräschener See) | –         |
| Meurostolln (Meurostolln)                                        | Brandenburg         | ?         | ?         | ?                            | stillgelegt | –         |
| Nochten (Nochten)                                                | Sachsen             | 1960      | ca. 2038  | 9000                         | in Betrieb | LEAG      |
| Niemtsch (Niemtsch)                                              | Brandenburg         | 1938      | 1966      | 1544                         | geflutet (Senftenberger See) | –         |
| Olbersdorf (Olbersdorf)                                          | Sachsen             | 1910 1947 | 1938 1991 | –                            | geflutet (Olbersdorfer See) | –         |
| Reichwalde (Reichwalde)                                          | Sachsen             | 1985      | ca. 2038  | –                            | in Betrieb; 1999–2010 gestundet, Förderung wurde 2010 mit Fertigstellung des Blocks R des Kraftwerks Boxberg wieder aufgenommen | LEAG      |
| Scheibe (Scheibe)                                                | Sachsen             | 1984      | 1996      | 725                          | geflutet (Scheibe-See) | –         |
| Schlabendorf-Nord (Schlabendorf am See)                          | Brandenburg         | 1959      | 1977      | 2507                         | teilweise geflutet (Lichtenauer See)                                                                                            | –         |
| Schlabendorf-Süd (Schlabendorf am See)                           | Brandenburg         | 1975      | 1991      | 3299                         | geflutet (Schlabendorfer See)                                                                                                   | –         |
| Sedlitz (Sedlitz)                                                | Brandenburg         | 1926      | 1980      | 2646                         | stillgelegt – Flutung läuft (Sedlitzer See)                                                                                     | –         |
| Seese-Ost (Seese)                                                | Brandenburg         | 1983      | 1996      | 1037                         | stillgelegt; teilweise geflutet (Bischdorfer See)                                                                               | –         |
| Seese-West (Seese)                                               | Brandenburg         | 1962      | 1978      | 2884                         | stillgelegt; teilweise geflutet (Schönfelder See)                                                                               | –         |
| Skado (Scado)                                                    | Sachsen             | 1939      | 1977      | 488                          | geflutet (Partwitzer See) | –         |
| Spreetal (Spreetal)                                              | Sachsen             | 1908      | 1983      | 3425 (mit Spreetal Nord-Ost) | rekultiviert, in den Übergangsbereichen der angrenzenden Kohlefelder zum Teil mit deren Restseen geflutet                       | –         |
| Spreetal-Nordost (Spreetal)                                      | Sachsen             | 1983      | 1991      | 3425 (mit Spreetal)          | geflutet (Spreetaler See) | –         |
| Welzow-Süd (Welzow)                                              | Brandenburg         | 1962      | ca. 2038  | 1600 (zu flutendes Restloch) | in Betrieb | LEAG      |
| Werminghoff I (benannt nach Joseph Werminghoff, bei Knappenrode) | Sachsen             | 1913      | 1945      | 778                          | geflutet (Knappensee) | –         |
| Werminghoff II (benannt nach Joseph Werminghoff, bei Lohsa)      | Sachsen             | 1933      | 1960      | 745                          | geflutet (Mortka-See und Silbersee)                                                                                             | –         |

## Mitteldeutsches Braunkohlerevier
| Name (namensgebender Ort)                           | Land                      | Beginn | Ende     | Größe (ha)                          | Status                                                                           | Betreiber                                       |
| --------------------------------------------------- | ------------------------- | ------ | -------- | ----------------------------------- | -------------------------------------------------------------------------------- | ----------------------------------------------- |
| Amsdorf (Amsdorf)                                   | Sachsen-Anhalt            | 1958   | ca. 2035 | 1000                                | in Betrieb                                                                       | ROMONTA GmbH                                    |
| Bergwitz (Bergwitz)                                 | Sachsen-Anhalt            | 1908   | 1955     | 250                                 | teilweise geflutet (Bergwitzsee)                                                 |                                                 |
| Borna-Ost/Bockwitz (Borna, Frohburg, Kitzscher)     | Sachsen                   | 1960   | 1992     | 1510                                | geflutet (Bockwitzer See, Harald-Krug-See, Harthsee)                             | VEB Braunkohlenwerk Borna                       |
| Borna-West (Borna)                                  | Sachsen                   | 1910   | 1970     | –                                   | teilweise geflutet (Speicherbecken Borna und Lobstädt)                           | VEB Braunkohlenwerk Borna                       |
| Breitenfeld (Breitenfeld)                           | Sachsen                   | 1982   | 1991     | 382                                 | teilweise geflutet (Schladitzer See)                                             | –                                               |
| Cospuden (Cospuden)                                 | Sachsen                   | 1981   | 1993     | 321                                 | geflutet (Teile des Cospudener Sees)                                             | –                                               |
| Delitzsch Südwest (Delitzsch)                       | Sachsen                   | 1977   | 1993     | 1439                                | teilweise geflutet (Grabschützer, Werbelliner und Zwochauer See)                 | –                                               |
| Deuben (Deuben)                                     | Sachsen/ Sachsen-Anhalt   | 1914   | 1938     |                                     |                                                                                  |                                                 |
| Deutzen (Deutzen)                                   | Sachsen                   | 1911   | 1960     | 560                                 | teilweise geflutet (Lobstädter Lachen)                                           | VEB Braunkohlenwerk Borna                       |
| Edderitz (Edderitz)                                 | Sachsen-Anhalt            | 1936   | 1958     | 700                                 | teilweise geflutet (Edderitzer See)                                              | –                                               |
| Espenhain (Espenhain)                               | Sachsen                   | 1937   | 1996     | 3831                                | teilweise geflutet (Markkleeberger und Störmthaler See)                          | –                                               |
| Geiseltal (Geiseltal)                               | Sachsen-Anhalt            | 1929   | 1993     | 2600 ha Restloch, 1900 ha Seefläche | geflutet (Geiseltalsee)                                                          | –                                               |
| Goitzsche (Goitzsche)                               | Sachsen-Anhalt            | 1949   | 1991     | 6000                                | geflutet (Großer Goitzschesee)                                                   | –                                               |
| Golpa-Nord                                          | Sachsen-Anhalt            | 1958   | 1991     | 1685                                | geflutet (Gremminer See)                                                         | VEB BBK Bitterfeld                              |
| Gröbern                                             | Sachsen-Anhalt            | 1984   | 1993     | 585                                 | geflutet (Gröberner See)                                                         | –                                               |
| Groitzscher Dreieck                                 | Sachsen                   | 1974   | 1991     | 564                                 | teilweise geflutet (Groitzscher See)                                             | –                                               |
| Großkayna/Kayna-Süd (Großkayna/Kayna)               | Sachsen-Anhalt            | 1948   | 1972     | 1321                                | stillgelegt                                                                      | –                                               |
| Haselbach (Haselbach)                               | Sachsen/ Thüringen        | 1954   | 1977     | 1024                                | teilweise geflutet (Haselbacher See)                                             | –                                               |
| Köckern (Köckern)                                   | Sachsen-Anhalt            | 1984   | 1992     | 378                                 | geflutet (Köckerner See)                                                         | –                                               |
| Königsaue (Königsaue)                               | Sachsen-Anhalt            | 1919   | 1977     | 579                                 | geflutet                                                                         | –                                               |
| Tagebaue Otto Scharf und Einheit ( Köttichau)       | Sachsen-Anhalt            | 1937   | 1946     |                                     | teilweise Verkippung, teilweise geflutet (Mondsee)                               | –                                               |
| Merseburg-Ost (Merseburg)                           | Sachsen-Anhalt            | 1971   | 1991     | 1685                                | stillgelegt                                                                      | –                                               |
| Mücheln/Braunsbedra (Mücheln/Braunsbedra)           | Sachsen-Anhalt            | 1698   | 1993     | 3381                                | stillgelegt                                                                      | –                                               |
| Muldenstein (Muldenstein)                           | Sachsen-Anhalt            | 1951   | 1975     | 6300                                | teilweise geflutet (Muldestausee)                                                | –                                               |
| Nachterstedt/Schadeleben (Nachterstedt/Schadeleben) | Sachsen-Anhalt            | 1856   | 1991     | 991                                 | geflutet (Concordiasee)                                                          | –                                               |
| Peres                                               | Sachsen                   | 1963   | 1991     | 1374                                | stillgelegt                                                                      | –                                               |
| Phönix (Meuselwitz)                                 | Thüringen/ Sachsen-Anhalt | 1905   | 1968     |                                     | teilweise geflutet (Prößdorfer See, Rusendofer See)                              |                                                 |
| Profen (Profen)                                     | Sachsen-Anhalt            | 1941   | 2035     | 1660                                | in Betrieb                                                                       | Mitteldeutsche Braunkohlengesellschaft (MIBRAG) |
| Ruppersdorf (Ruppersdorf)                           | Thüringen                 | 1944   | 1957     |                                     | stillgelegt, Überflurkippe                                                       |                                                 |
| Tagebau Vereinigtes Schleenhain (Schleenhain)       | Sachsen                   | 1949   | 2035     | 2500 (bislang genutzt)              | in Betrieb                                                                       | Mitteldeutsche Braunkohlengesellschaft (MIBRAG) |
| Witznitz (Witznitz)                                 | Sachsen                   | 1942   | 1993     | 1875                                | teilweise geflutet (Hainer, Haubitzer, Kahnsdorfer See, Speicherbecken Witznitz) | VEB Braunkohlenwerk Borna                       |
| Zechau (Zechau)                                     | Sachsen-Anhalt/ Thüringen | 1931   | 1959     |                                     | teilweise geflutet (Zechausee)                                                   | –                                               |
| Zipsendorf-Süd (Zipsendorf)                         | Sachsen-Anhalt/ Thüringen | 1938   | 1963     | 620                                 | teilweise geflutet (Restloch Zipsendorf)                                         | –                                               |
| Zwenkau (Zwenkau)                                   | Sachsen                   | 1921   | 1999     | 3580                                | teilweise geflutet (Zwenkauer See und Teile des Cospudener Sees)                 | –                                               |

## Helmstedter Braunkohlerevier
| Name (namensgebender Ort) | Land           | Beginn | Ende | Größe (ha) | Status                                              | Betreiber                     |
| ------------------------- | -------------- | ------ | ---- | ---------- | --------------------------------------------------- | ----------------------------- |
| Alversdorf (Alversdorf)   | Niedersachsen  | 1965   | 1991 | ca. 400    | stillgelegt, verfüllt                               | –                             |
| Harbke (Harbke)           | Sachsen-Anhalt | 1922   | 1926 | –          | stillgelegt, wurde Teil des Tagebau Wulfersdorf     | –                             |
| Helmstedt (Helmstedt)     | Niedersachsen  | 1973   | 2002 | 240        | stillgelegt, wird bis 2030 geflutet („Lappwaldsee“) | –                             |
| Jacobsgrube               | Sachsen-Anhalt | 1926   | 1931 | –          | stillgelegt, geflutet („Athenslebener Seen“)        | –                             |
| Schöningen (Schöningen)   | Niedersachsen  | 1979   | 2016 | 665        | stillgelegt                                         | Helmstedter Revier GmbH (HSR) |
| Trendelbusch              | Niedersachsen  | 1874   | 1924 | –          | stillgelegt, verfüllt                               | –                             |
| Treue I–V                 | Niedersachsen  | 1880   | 1993 | –          | stillgelegt, verfüllt                               | –                             |
| Vereinigte Anna           | Niedersachsen  | 1922   | 1935 | -          | Stillgelegt, geflutet („Anna-See Nord/Süd“)         | –                             |
| Vereinigte Anna           | Sachsen-Anhalt | 1922   | 1935 | -          | Stillgelegt, geflutet („Anna-See Nord/Süd“)         | –                             |
| Viktoria                  | Sachsen-Anhalt | 1902   | 1963 | –          | Stillgelegt, geflutet („Viktoriasee“)               | –                             |
| Wulfersdorf               | Sachsen-Anhalt | 1952   | 1989 | 559        | geflutet                                            | –                             |

## Rheinisches Braunkohlerevier
Das Rheinische Braunkohlenrevier ist das größte Braunkohlen-Abbaugebiet Europas. Mit ihrem Abraum sind die Hochkippen im Rheinischen Braunkohlerevier aufgestockt worden, die nach der Stilllegung der Gruben größtenteils wieder landwirtschaftlich oder als Windparks genutzt werden und vereinzelt als Landschaftsschutzgebiet deklariert worden sind.
| Name (namensgebender Ort)          | Land                | Revierzone       | Beginn | Ende     | Größe (ha)             | Anmerkungen | Status                                                                                          | Betreiber                                                                         |
| ---------------------------------- | ------------------- | ---------------- | ------ | -------- | ---------------------- | --- | ----------------------------------------------------------------------------------------------- | --------------------------------------------------------------------------------- |
| Abelsgrube                         | Nordrhein-Westfalen | Südrevier        | 1825   | 1870     |                        | Tiefbaugrube mit 6 Schächten | rekultiviert                                                                                    | Albert Abels                                                                      |
| Alfred (nördlich Düren-Konzendorf) | Nordrhein-Westfalen | Westrevier       | 1917   | 1940     | –                      | kombinierte Tiefbau-/Tagebaugrube | rekultiviert, teilweise geflutet (heute: Echtzer See)                                           | Rheinbraun                                                                        |
| Astrea                             | Nordrhein-Westfalen | Südrevier        | 1830   | 1924     | –                      | | rekultiviert                                                                                    | Braunkohlegesellschaft Juntersdorf                                                |
| Beisselgrube                       | Nordrhein-Westfalen | Mittleres Revier |        |          |                        | | rekultiviert                                                                                    |                                                                                   |
| Bergheim                           | Nordrhein-Westfalen | Mittleres Revier | –      | 2002     | –                      | | verfüllt, rekultiviert                                                                          | RWE Power                                                                         |
| Tagebau Berrenrath                 | Nordrhein-Westfalen | Südrevier        | 1914   | 1970     |                        | In den 1930er Jahren Ausbau von Berrenrath-West durch Übernahme der benachbarte Grube Friedrich Maximilian. 1956 wuchsen die beiden Tagebaue zusammen                                 | rekultiviert, (Berrenrather Börde)                                                              | Roddergrube, später Rheinbraun                                                    |
| Tagebau Brühl                      | Nordrhein-Westfalen | Südrevier        |        |          |                        | | rekultiviert                                                                                    |                                                                                   |
| Grube Clemafin                     | Nordrhein-Westfalen | Südrevier        | 1852   | 1858     |                        | für einige Jahre im Untertagebau gefördert, damals noch Torf genannt | rekultiviert, verfüllt                                                                          |                                                                                   |
| Concordia Nord (nördlich Kierdorf) | Nordrhein-Westfalen | Südrevier        | 1897   | 1958     | –                      | übernahm die Konzession der „Grube Hubertus“ und das Abbaufeld „Kohlenquelle“ | rekultiviert, geflutet (Concordiasee)                                                           | Carl Brendgen Zuletzt Roddergrube                                                 |
| Grube Donatus                      | Nordrhein-Westfalen | Südrevier        | 1889   | 1961     |                        | von 1948 bis 1952 mit der „Schachtanlage Donatus Tiefbau“ für die Untertagegewinnung betrieben                                                                                        | rekultiviert, heute Donatussee                                                                  |                                                                                   |
| Düren (südlich Düren-Mariaweiler)  | Nordrhein-Westfalen | Westrevier       | 1941   | 1956     | –                      | | rekultiviert, teilw. geflutet (Dürener Badesee)                                                 | Rheinbraun                                                                        |
| Grube Fischbach                    | Nordrhein-Westfalen | Mittleres Revier |        |          |                        | | rekultiviert                                                                                    | Gebrüder Meyer                                                                    |
| Fortuna-Garsdorf                   | Nordrhein-Westfalen | Mittleres Revier | 1953   | 1993     | –                      | Lange Zeit der größte und tiefste Braunkohletagebau der Welt, wuchs zum Schluss mit dem Tagebau Bergheim zusammen                                                                     | rekultiviert                                                                                    | RWE Power                                                                         |
| Frechen                            | Nordrhein-Westfalen | Südrevier        | 1951   | 2003     | –                      | entstanden aus der Verschmelzung der Gruben Sibylla, der Graf Fürstenberg und anderen                                                                                                 | rekultiviert                                                                                    | Rheinbraun                                                                        |
| Frimmersdorf                       | Nordrhein-Westfalen | Nordrevier       | –      | –        | –                      | Unterteilt in Frimmersdorf Süd, 1960 entstanden aus dem Zusammenschluss der Gruben Neurath und Heck, und Frimmersdorf West, beide 1983 aufgegangen in Garzweiler I                    | rekultiviert                                                                                    | Rheinbraun                                                                        |
| Garzweiler                         | Nordrhein-Westfalen | Nordrevier       | 1983   | ca. 2030 | 2300                   | entstanden aus dem Zusammenschluss von Frimmersdorf-Süd und Frimmersdorf-West als Garzweiler I, 2006 erweitert zu Garzweiler II;                                                      | in Betrieb (Rekultivierung mit Landschaftssee gepl.)                                            | RWE Power                                                                         |
| Grube Gotteshülfe                  | Nordrhein-Westfalen | Südrevier        |        |          |                        | | rekultiviert                                                                                    | Roddergrube                                                                       |
| Grube Graf Fürstenberg             | Nordrhein-Westfalen | Südrevier        | 1901   | 1950     |                        | 1950 wurde die Grube Graf Fürstenberg mit der Grube Sibylla und anderen zum Tagebau Frechen zusammengefasst                                                                           | rekultiviert                                                                                    | zunächst: S.A. des Mines Comte Furstenberg, ab 1921 Algemeene Bruinkool Compagnie |
| Gruhlwerk (westlich Brühl)         | Nordrhein-Westfalen | Südrevier        | 1927   | 1949     | –                      | | rekultiviert                                                                                    | Gruhl’sches Braunkohlen- und Brikettwerk                                          |
| Hambach                            | Nordrhein-Westfalen | Mittleres Revier | 1978   | ca. 2030 | ca. 4000               | von 1939 bis 1955 existierte die Schachtanlage Union 103 als Versuch zum Untertageabbau                                                                                               | in Betrieb                                                                                      | RWE Power                                                                         |
| Tagebau Hubertus                   | Nordrhein-Westfalen | Südrevier        |        |          |                        | ging in den 1890er Jahren in die Grube Concordia-Nord auf | rekultiviert                                                                                    | Carl Brendgen, Roddergrube                                                        |
| Hürtherberg (Hürth)                | Nordrhein-Westfalen | Südrevier        | 1908   | 1961     | –                      | | rekultiviert Naherholungsgebiet Hürtherberg                                                     | Zuletzt Vereinigte Stahlwerke                                                     |
| Inden                              | Nordrhein-Westfalen | Westrevier       | 1978   | ca. 2030 | 1100 (genehmigt: 4500) | ursprünglich Tagebau Inden I, stillgelegt 2013, erweitert um die Fläche Tagebau Inden II                                                                                              | in Betrieb (Rekultivierung mit Landschaftssee gepl.: Indescher See)                             | RWE Power                                                                         |
| Liblar                             | Nordrhein-Westfalen | Südrevier        | 1900   | 1961     | –                      | | rekultiviert, teilw. geflutet (Liblarer See)                                                    | ?                                                                                 |
| Lucherberg                         | Nordrhein-Westfalen | Westrevier       | ?      | ?        | –                      | | rekultiviert, teilw. geflutet (Lucherberger See)                                                | ?                                                                                 |
| Grube Maria Theresia               | Nordrhein-Westfalen | Westrevier       | 1861   | 1982     |                        | erste Abbauphasen 1861, planmäßiger Abbau fand von 1960 bis 1982, Jahreskapazität von 250.000 Tonnen                                                                                  | zunächst bis 1983 Hausmülldeponie, anschließend rekultiviert (Naturschutzgebiet Maria Theresia) |                                                                                   |
| Tagebau Neurath                    | Nordrhein-Westfalen | Mittleres Revier | 1907   | 1960     |                        | Anfangs Grube „Rheingold“, bestehend aus den Feldern „Neurath“, „Der Glückliche Fall“ und „Prinzessin Victoria“; Zusammenschluss mit dem „Tagebau Frimmersdorf“ zu „Frimmersdorf-Süd“ | rekultiviert                                                                                    |                                                                                   |
| Tagebau Ottilie                    | Nordrhein-Westfalen | Westrevier       |        |          |                        | | rekultiviert, Naturschutzgebiet Ehemalige Braunkohle-Abgrabung Ottilie                          |                                                                                   |
| Grube Sibylla                      | Nordrhein-Westfalen | Südrevier        | 1891   | 1950     |                        | wurde 1950 mit der Grube Graf Fürstenberg und anderen zum Tagebau Frechen verschmolzen                                                                                                | rekultiviert                                                                                    | Gewerkschaft Sibylla, ab 1906 Fortuna AG (Rheinbraun/RAG, heute RWE)              |
| Theresia (Hürth)                   | Nordrhein-Westfalen | Südrevier        | 1824   | 1983     | –                      | | rekultiviert                                                                                    | E.Scholl Rheinbraun                                                               |
| Vereinigte Ville (bei Knapsack)    | Nordrhein-Westfalen | Südrevier        | 1901   | 1988     | –                      | | ausgekohlt, teilw. rekultiviert, heute teilw. Deponie                                           | Rheinbraun                                                                        |
| Zukunft                            | Nordrhein-Westfalen | Westrevier       | 1936   | 1987     | –                      | | rekultiviert, teilw. geflutet (Blausteinsee)                                                    | BIAG Zukunft, später Rheinbraun                                                   |
| Zülpich                            | Nordrhein-Westfalen | Südrevier        | 1953   | 1969     | –                      | | geflutet (Wassersportsee Zülpich, Naturschutzsee Füssenich)                                     | Viktor Rolff KG, heute Juntersdorf GmbH                                           |